# Cédric Kanté
Cédric Kanté (Strasburgo, 6 luglio 1979) è un ex calciatore maliano, difensore.

## Statistiche

### Presenze e reti nei club
Statistiche aggiornate al 28 aprile 2015.
| Stagione             | Squadra              | Campionato           | Campionato | Campionato | Coppe nazionali | Coppe nazionali | Coppe nazionali | Coppe continentali | Coppe continentali | Coppe continentali | Altre coppe | Altre coppe | Altre coppe | Totale | Totale |
| Stagione             | Squadra              | Comp                 | Pres       | Reti       | Comp            | Pres            | Reti            | Comp               | Pres               | Reti               | Comp        | Pres        | Reti        | Pres   | Reti   |
| -------------------- | -------------------- | -------------------- | ---------- | ---------- | --------------- | --------------- | --------------- | ------------------ | ------------------ | ------------------ | ----------- | ----------- | ----------- | ------ | ------ |
| 2002-2003            | Valence              | L2                   | 32         | 0          | CF+CdL          | 0               | 0               | -                  | -                  | -                  | -           | -           | -           | 32     | 0      |
| 2003-2004            | Strasburgo           | L1                   | 25         | 0          | CF+CdL          | 0+1             | 0               | -                  | -                  | -                  | -           | -           | -           | 26     | 0      |
| 2004-2005            | Strasburgo           | L1                   | 35         | 1          | CF+CdL          | 1+3             | 0               | -                  | -                  | -                  | -           | -           | -           | 39     | 1      |
| 2005-2006            | Strasburgo           | L1                   | 30         | 2          | CF+CdL          | 1+2             | 0               | CU                 | 8                  | 1                  | -           | -           | -           | 41     | 3      |
| Totale Strasburgo    | Totale Strasburgo    | Totale Strasburgo    | 90         | 3          |                 | 8               | 0               |                    | 8                  | 1                  |             | -           | -           | 106    | 4      |
| 2006-2007            | Nizza                | L1                   | 30         | 1          | CF+CdL          | 1+1             | 0               | -                  | -                  | -                  | -           | -           | -           | 32     | 1      |
| 2007-2008            | Nizza                | L1                   | 32         | 1          | CF+CdL          | 2+1             | 0               | -                  | -                  | -                  | -           | -           | -           | 35     | 1      |
| 2008-2009            | Nizza                | L1                   | 35         | 0          | CF+CdL          | 1+2             | 0+1             | -                  | -                  | -                  | -           | -           | -           | 38     | 1      |
| Totale Nizza         | Totale Nizza         | Totale Nizza         | 97         | 2          |                 | 8               | 1               |                    | -                  | -                  |             | -           | -           | 105    | 3      |
| 2009-2010            | Panathinaikos        | SL                   | 21         | 0          | CG              | 4               | 0               | UCL+UEL            | 1+7                | 0                  | -           | -           | -           | 33     | 0      |
| 2010-2011            | Panathinaikos        | SL                   | 22+5       | 1          | CG              | 2               | 0               | UCL                | 4                  | 1                  | -           | -           | -           | 33     | 2      |
| 2011-2012            | Panathinaikos        | SL                   | 14+5       | 0          | CG              | 1               | 0               | UCL+UEL            | 0+2                | 0                  | -           | -           | -           | 22     | 0      |
| Totale Panathinaikos | Totale Panathinaikos | Totale Panathinaikos | 57+10      | 1          |                 | 7               | 0               |                    | 14                 | 1                  |             | -           | -           | 88     | 2      |
| 2012-2013            | Sochaux              | L1                   | 31         | 1          | CF+CdL          | 2+1             | 0               | -                  | -                  | -                  | -           | -           | -           | 34     | 1      |
| 2013-2014            | Sochaux              | L1                   | 18         | 0          | CF+CdL          | 2+1             | 0               | -                  | -                  | -                  | -           | -           | -           | 21     | 0      |
| Totale Sochaux       | Totale Sochaux       | Totale Sochaux       | 49         | 1          |                 | 6               | 0               |                    | -                  | -                  |             | -           | -           | 55     | 1      |
| 2014-2015            | Ajaccio              | L2                   | 27         | 0          | CF+CdL          | 1+2             | 0               | -                  | -                  | -                  | -           | -           | -           | 30     | 0      |
| Totale carriera      | Totale carriera      | Totale carriera      | 352+10     | 7          |                 | 32              | 1               |                    | 22                 | 2                  |             | -           | -           | 416    | 10     |

## Palmarès

### Club

#### Competizioni nazionali
- Coppa di Lega francese: 1

Strasburgo: 2004-2005
- Campionato greco: 1

Panathinaikos: 2009-2010
- Coppa di Grecia: 1

Panathinaikos: 2009-2010